# Mayara Barcelos
Mayara Barcelos da Silva(Macaé, 26 de abril de 2001) é uma voleibolista indoor brasileira, atuante nas posições de Ponteira ou Oposto, com marca de alcance de 293 cm  no ataque e 284 cm  no bloqueio, que sagrou-se medalhista de ouro no Campeonato Sul-Americano Sub-18 de 2016 no Peru e nos Jogos Pan-Americanos Júnior de 2021 na Colômbia.

## Carreira
Ela desde seus primeiros passos chama atenção como uma jovem promessa macaense, irmã do futebolista Matheus Babi, perderam a mãe quando eram ainda crianças, precisamente Mayara tinha cinco anos, sendo criados pelos avós, e com a participação do pai Vinícius Fernandes. Inspirada pela trajetória do irmão, em uma viajem o irmão foi convidado a treinar voleibol e como já estava focado no futebol não pode aceitar e ela interessada foi e desde então pratica a modalidade.Aos 12 anos foi convidada para fazer um teste no Fluminense, quando foi aprovada começou a passar o fim de semana no Rio, enfrentando dificuldades de transporte e hospedagem neste início e quando tinha 14 anos de idade ganhou uma bolsa em uma escola particular da capital e obtendo também alojamento.Após destacar-se nas categorias de base do Fluminense foi convocada para seleção brasileira para disputar o Campeonato Sul-Americano Sub-18 de 2016 em Lima, além da conquista da medalha de ouro foi premiada como a melhor oposto da competição.
Em 2021 foi convocada para seleção brasileira, categoria Sub-23, para disputa dos Jogos Pan-Americanos Júnior de 2021 em Cáli e conquistou de forma invicta a medalha de ouro.

## Fluminense
Como profissional atuou por três temporadas, 2020-21, 2021-22 e 2022-23, sendo tri-vice-campeã do Campeonato Carioca e o terceiro lugar na Copa Brasil de 2023.

## Osasco São Cristóvão Saúde
No período de 2023-24 foi anunciada como reforço do Osasco São Cristóvão Saúde sagrando-se campeã do torneio amistoso internacional Feminino Noche Blanquiazul no Peru e campeã do Campeonato Paulista de 2023. Renovou com o clube para as competições de 2024-25, conquistando os títulos do Campeonato Paulista de 2024, da Copa Brasil de 2024 e inédito título da Superliga Brasileira A 2024-25.

## Sport Lisboa e Benfica
Foi anunciada pelo Sport Lisboa e Benfica para a jornada de 2025-26.

## Títulos e resultados

### Clubes
- Superliga Brasileira A:2024-25
- Copa Brasilː2024
- Copa Brasilː 2023
- Campeonato Paulistaː2023 e 2024
- Campeonato Cariocaː 2020, 2021 e 2022

## Premiações individuais
- Melhor oposto do Campeonato Sul-Americano Sub-18 de 2016
- Maior pontuadora dos Jogos Pan-Americanos Júnior de 2021